# Amat Escalante
Amat Escalante (Barcelona, 28 de febrer de 1979) és un director, productor i guionista mexicà guardonat amb el Premi al Millor Director en el 66è Festival Internacional de Cinema de Canes. Ha dirigit Sangre, Los bastardos i Heli. També es va presentar al Festival Internacional de Cinema de Rotterdam i al Festival Internacional de Cinema de Sant Sebastià. És amic pròxim i col·laborador del director mexicà Carlos Reygadas.
La seva pel·lícula Heli va estar en la Selecció Oficial de Competència al Festival de Canes del 2013 i va guanyar el Premi a Millor Director.

## Biografia
Amat Escalante és fill de pare mexicà i mare estatunidenca. Ell va néixer a Barcelona, Catalunya, durant el temps en què els seus pares van viure a Europa. Amat va passar la seva infància i joventut a Guanajuato, Mèxic. En 2001 va viatjar a Espanya a estudiar edició i so en el Centre d'Estudis Cinematogràfics de Catalunya (CECC).
Després del seu sojorn a Barcelona, Escalante va ingressar a l'Escola Internacional de Cinema i Tv (EICTV) a L'Havana, Cuba. En el seu retorn a Mèxic, va dirigir el curtmetratge Amarrados (2002), pel qual va rebre un premi al Festival Internacional de Cinema de Berlín de 2003.
Posteriorment treball com a assistent de Carlos Reygadas en la cinta Batalla en el cielo (2005). Durant la filmació de la cinta —la qual va competir en el Festival de Cannes 2005— ell i Reygadas es van tornar amics pròxims. Reygadas va decidir co-produir alguns dels primers llargmetratges d'Escalante, uns d'aquests films és Sang (2005), el rodatge de la qual va transcórrer al novembre de 2004 i va ser inclosa en la secció Un Certain Regard del Festival de Canes 2005, així com del Festival de Sant Sebastià i el Festival de Rotterdam.
La seva cinta Heli va ser seleccionada per a competir per la Palma d'Or al Festival de Cinema de Cannes 2013, i va ser guardonada amb el Premi al Millor Director, pel jurat presidit pel director estatunidenc Steven Spielberg.

## Filmografia
- La región salvaje (2016) - director i escriptor
- Vidas violentas (2015) (director i guionista del segment "Esclava")
- Heli (2013) - director
- Revolución (2010) - codirector
- Los bastardos (2008) - director, productor, guionista
- Sangre (2005) - director, productor, guionista
- The Legend of Pete Jones (2005) - director de fotografia
- Amarrados Curtmetratge (2002) - director, productor, guionista, editor, muntador

## Series

### Narcos: Mexico
Amat Escalante va dirigir alguns dels capítols de la sèrie original de Netflix, Narcos: Mèxic. Per a la primera temporada, Amat va dirigir els capítols:
| Capítol | Nom                                                | Data de llançament     |
| ------- | -------------------------------------------------- | ---------------------- |
| 5       | «La conexión colombiana (The Colombian connection) | 16 de novembre de 2018 |
| 6       | «Rubén Zuno Arce (Rubén Zuno Arce)»                | 16 de novembre de 2018 |

Per a la segona temporada, Amat Escalante va dirigir els capítols:
| Capítol | Nom                                                 | Data de llançament   |
| ------- | --------------------------------------------------- | -------------------- |
| 2       | «Alea iacta est (Alea iacta est)»                   | 13 de febrer de 2020 |
| 3       | «Rubén Zuno Arce (Rubén Zuno Arce)»                 | 13 de febrer de 2020 |
| 7       | «Verdad y reconciliación (Truth and reconcilation)» | 13 de febrer de 2020 |
| 8       | «Se cayó el sistema (Se cayó el sistema)»           | 13 de febrer de 2020 |

## Premis i nominacions
Festival Internacional de Cinema de Venècia
| Any  | Categoria       | Treball nominat   | Resultat  |
| ---- | --------------- | ----------------- | --------- |
| 2016 | Millor director | La región salvaje | Guanyador |

Premis Platino del Cinema Iberoamericà
| Any  | Categoria                        | Pel·lícula | Resultat  |
| ---- | -------------------------------- | ---------- | --------- |
| 2014 | Millor Pel·lícula Iberoamericana | Heli       | Nominat   |
| 2014 | Méillor Director                 | Heli       | Guanyador |

Festival Internacional de Cinema de Canes
| Any  | Categoria       | Pel·lícula | Resultat  |
| ---- | --------------- | ---------- | --------- |
| 2005 | Premi FIPRESCI  | Sangre     | Guanyador |
| 2013 | Millor director | Heli       | Guanyador |
| 2013 | Palma d'Or      | Heli       | Finalista |

Bratislava International Film Festival
| Any  | Categoria                   | Pel·lícula    | Resultat  |
| ---- | --------------------------- | ------------- | --------- |
| 2008 | Millor director             | Los bastardos | Guanyador |
| 2008 | Premi del Jurat estudiantil | Los bastardos | Guanyador |
| 2008 | Grand Prix                  | Los bastardos | Nominat   |
| 2006 | Millor director             | Sangre        | Guanyador |
| 2006 | Grand Prix                  | Sangre        | Nominat   |

Premi Iberoamericà de Cinema Fénix
| Any  | Categoria       | pel·lícula | Resultay  |
| ---- | --------------- | ---------- | --------- |
| 2014 | Millor director | Heli       | Guanyador |
| 2014 | Millor guió     | Heli       | Guanyador |